# Rhagophthalmus filiformis
Rhagophthalmus filiformis är en skalbaggsart som beskrevs av E. Olivier 1912. Rhagophthalmus filiformis ingår i släktet Rhagophthalmus och familjen Rhagophthalmidae. Inga underarter finns listade i Catalogue of Life.